# Artèria poplítia
L' artèria poplítia  (TA:  artèria poplítia ) és una artèria que s'origina com a prolongació de l'artèria femoral.

## Branques
Emet les següents branques:
Branques col·laterals:
- Artèries bessones externa i interna.
- Artèria articular superior interna del genoll.
- Artèria articular superior externa del genoll.
- Artèria articular mitjana del genoll.
- Artèria articular inferior interna del genoll.
- Artèria articular inferior externa del genoll.

Branques terminals:
- Artèria tibial anterior.
- Tronc tibioperoneu.

## Distribució
Es distribueix cap al genoll i el panxell.